# Filippo Gallo
Filippo Gallo (Trieste, 3 maggio 2004) è un cestista italiano.

## Carriera

### Nazionale
Nel 2022 ha partecipato, con l'Italia under 20, agli Europei di categoria, conclusi al nono posto finale.

## Palmares
- Coppa Italia LNP: 1

Orzinuovi: 2023